# Yaphora palludina
Yaphora palludina är en insektsart som beskrevs av Matsumura 1942. Yaphora palludina ingår i släktet Yaphora och familjen spottstritar. Inga underarter finns listade i Catalogue of Life.